# Paderne de Allariz
Paderne de Allariz là một đô thị trong tỉnh Ourense, thuộc vùng Galicia ở tây bắc Tây Ban Nha.